# Отравление марганцем
Отравле́ние ма́рганцем (марганцевая энцефалопатия) обычно связано с хроническим поступлением его в организм через дыхательные пути, пищеварительный тракт либо в виде примеси наркотических средств. Впервые «марганизм» был описан в 1837 году Джеймсом Купером. Головной мозг наиболее чувствителен к избытку марганца, поэтому уже на начальных стадиях отмечается замедленная реакция, раздражительность, перемены настроения, компульсии. Более длительное влияние марганца приводит к развитию паркинсонизма, при этом иногда ставится ошибочный диагноз «болезнь Паркинсона».

## Причины
Производственные отравления марганцем случаются в горной, металлургической, химической и металлообрабатывающей промышленности, в частности, при сварке с использованием марганецсодержащих электродов и флюсов. Множество исков против производителей сварочного оборудования вменяет им в вину недостаточное оповещение о концентрации и опасности паров марганца. Некоторые кустарно изготовленные наркотики содержат марганец (в связи с использованием для их приготовления перманганата калия), накопление которого приводит в конечном итоге к тому, что в отечественной литературе именуют «марганцевой энцефалопатией». В странах бывшего СССР это катинон и меткатинон, кетоновые аналоги амфетамина и метамфетамина, получаемые кустарным окислением фенилпропаноламина (катинон) и соответственно эфедрина/псевдоэфедрина (меткатинон) перманганатом калия. На западе в этой роли выступает «Базука», изготавливаемая из кокаина с использованием карбоната марганца. Также в качестве источников отмечаются загрязненная питьевая вода, топливная добавка MMT (метилциклопентадиенил трикарбонил марганца), которая при работе двигателя частично превращается в фосфаты марганца и сульфат марганца и поступает в атмосферу, и пестицид манеб.

## Патологические механизмы
Марганец может нарушать работу печени, однако эксперименты показывают, что порог токсичности очень высок. С другой стороны, более 95 % марганца выводится из организма с желчью, и любое повреждение печени может замедлить детоксикацию, повышая концентрацию марганца в плазме крови.
Нейротоксичность марганца не до конца объяснена. Есть данные, говорящие о взаимодействии марганца с железом, цинком, алюминием, и медью. На основании ряда работ, нарушение метаболизма железа считается возможным механизмом повреждения нервной системы. При этом возможно окислительное повреждение — это предположение частично подтверждается исследованием заболевших рабочих-сварщиков.
Одна работа говорит о том, что сварщики, подверженные действию марганца, имеют меньше детей. Возможно, долговременное накопление марганца влияет на способность к воспроизведению. В исследованиях на животных, беременность под длительным воздействием больших доз марганца чаще завершалась врожденными уродствами у потомства.

## Терапия
Выбор терапии при отравлении в настоящее время ограничен леводопой и хелатированием с помощью этилендиаминтетрауксусной кислоты. В обоих случаях наблюдается ограниченный и неустойчивый терапевтический эффект. Леводопа, восполняя дефицит дофамина, в начале лечения смягчает экстрапирамидные симптомы, но через 2-3 года реакция на лекарство снижается, а состояние может продолжать ухудшаться даже через десять лет после прекращения контакта с марганцем. Хелатирование способно снизить уровень марганца в крови, но симптоматика почти не изменяется, что побуждает некоторых исследователей задаваться вопросом об эффективности этого метода.